# Matroid
Matroid – struktura stosowana w kombinatoryce. Pojęcie to zostało wprowadzone w 1935 roku przez angielskiego matematyka Hasslera Whitneya.
Formalna definicja matroidu jest następująca. Matroidem nazywamy parę {\displaystyle (S,{\mathcal {I}}),} która musi spełniać następujące warunki:
- {\displaystyle S} jest zbiorem skończonym,
- {\displaystyle {\mathcal {I}}} jest taką niepustą rodziną podzbiorów {\displaystyle S,} że jeśli {\displaystyle B\in {\mathcal {I}}} oraz {\displaystyle A\subseteq B,} to {\displaystyle A\in {\mathcal {I}}} (zbiór pusty zawsze należy do {\displaystyle {\mathcal {I}}}),
- jeśli {\displaystyle A} i {\displaystyle B} należą do {\displaystyle {\mathcal {I}}} oraz {\displaystyle |A|<|B|,} to istnieje taki element {\displaystyle x\in B\setminus A,} że {\displaystyle A\cup \{x\}\in {\mathcal {I}}} (jest to własność wymiany).

Podzbiór {\displaystyle A} należący do {\displaystyle {\mathcal {I}}} nazywamy podzbiorem niezależnym. {\displaystyle A} jest bazą matroidu, jeśli jest maksymalnym podzbiorem niezależnym (nie zawiera się w żadnym innym podzbiorze niezależnym). W każdym matroidzie można znaleźć bazę (zazwyczaj więcej niż jedną).